# Шахтинский региональный колледж топлива и энергетики имени академика П. И. Степанова
Шахтинский региональный колледж топлива и энергетики имени академика Степанова П. И. — государственное бюджетное профессиональное образовательное учреждение Ростовской области, расположенное в городе Шахты, Ростовская область.

## История
В 1929 году при Донском Политехническом институте (ныне ЮРГТУ) распоряжением Наркома тяжелой промышленности С. Орджоникидзе были введены курсы, рассчитанные на обучение 120 человек в течение 3 месяцев. Горный техникум начинал свою работу на базе этих курсов, однако в конце 1930 года в связи с отсутствием учебной базы и удаленностью от угольных шахт был переведен в город Шахты. В 1931 году Шахтинский горный техникум, обладая собственной материальной базой, был официально открыт уже в статусе средне-технического учебного заведения.
В 1933 году техникум начал приём учащихся по свободному конкурсу и выпустил своих первых специалистов. В 1940 году произошло объединение с Шахтинским бухгалтерским техникумом.
28 июня 1941 года Шахтинский горный техникум выпустил 40 дипломированных специалистов, которые сразу же были призваны в Красную Армию.
В 1942 году здание техникума было разрушено бомбардировками и пожарами, из-за чего последующие года свою деятельность техникум вел в здании общежития. В 1947 году за успехи в учебной деятельности техникуму постановлением Совета Министров СССР было присвоено имя академика П. И. Степанова.
В 1948 году было полностью восстановлено здание учебного корпуса, а через два года было построено новое общежитие. В 1964 году в Новочеркасске открывается филиал вечернего отделения. В 1981 году был создан исторический музей Шахтинского горного колледжа.
Указом № 1293 Президиума Верховного Совета СССР Шахтинский горный техникум был награждён орденом «Знак Почёта», а также почетной грамотой Министерства угольной промышленности СССР и ЦК профсоюзов рабочих угольной промышленности за успехи в подготовке специалистов для предприятий угольной промышленности.
В 1993 году Шахтинский горный колледж был преобразован в Шахтинский горнотехнический колледж. В 1998 году в результате объединения Шахтинскиго горнотехнического колледжа с Шахтинским энергетическим колледжем и Новошахтинским горно-экономическим колледжем был образован Шахтинский региональный горно-энергетический колледж имени академика П. И. Степанова.
В 2003 году Шахтинский региональный горно-энергетический колледж имени академика П. И. Степанова был преобразован в Шахтинский региональный колледж топлива и энергетики имени академика П. И. Степанова В 2004 году к колледжу в качестве филиала был присоединён Гуковский горный техникум.

## История названий
- Шахтинский горный техникум имени академика П. И. Степанова с 1931 по 1993 гг;
- Шахтинский горнотехнический колледж имени академика П. И. Степанова (ШКТК) с 1993 по 1998 гг;
- Шахтинский региональный горно-энергетический колледж имени академика П. И. Степанова (ШРГЭК) с 1998 по 2003 гг;
- Шахтинский региональный колледж топлива и энергетики имени академика П. И. Степанова (ШРКТЭ) с 2003 по н.в.

## Структура
- Очное отделение:
    — Горно-механический факультет
    — Технологический факультет
    — Автомеханический факультет
    — Артемовское структурное учебное подразделение
- Заочное отделение:
     — Факультет дистанционного и заочного образования

## Известные выпускники
- Семерников, Андрей Михайлович — Герой Советского Союза.
- Орлов, Михаил Яковлевич — Герой Советского Союза.